# 知られざる傑作
『知られざる傑作』（しられざるけっさく、Le Chef-d'œuvre inconnu ）は、オノレ・ド・バルザックの短編小説。1831年8月にはじめ『フレノフェール画伯』（Maître Frenhofer ）という題名で雑誌「アルティスト」に発表されたが、同年のうちに『カトリーヌ・レスコー、幻想的コント』（Catherine Lescault, conte fantastique ）という題名で同じ雑誌に掲載された。1837年には小説集「哲学的研究」にはじめて収められ、1846年に『人間喜劇』に組み込まれた。この小説は芸術に関する考察になっている。

## あらすじ
まだ無名だった若き日のニコラ・プーサンは、パリにある有名な画家ポルビュスのアトリエを訪ねる。そこへやってきた老画伯フレノフェールが、ポルビュスの完成させようとしていた大作『エジプトのマリア』に対して先達としての論評を始めた。その絵はフレノフェールも評価しているのだが、彼から見ればまだ不完全だというのだ。フレノフェールがその絵に何度か筆を入れると、『エジプトのマリア』は彼のおかげで生気を取り戻したかのように変身してしまった。しかし、彼がどれほど技能に熟達していようとも、10年来手がけている彼自身の傑作『美しき諍い女』には足りないものがあった。それは彼がついぞ届き得なかった完璧さをその絵に吹き込んでくれるはずの、理想のモデルであった。まだ誰も見たことのない未来の傑作は、カトリーヌ・レスコーの肖像画となるはずのものだった。プーサンはフレノフェールに、絵を見せてもらう代わりに自分の美しい恋人ジレットをモデルにしてほしいと言い出し、老画伯もそれを承知する。ジレットの美しさは、フレノフェールに『美しき諍い女』をまたたく間に仕上げる意欲を注ぎ込んだ。しかしいざプーサンとポルビュスが絵の前に招き入れられた時、彼らがカンヴァスの中に目にしたのは、おびただしい色彩の洪水におぼれた一本の大きな足であった。彼らの顔に浮かんだ失望の表情は、老画伯を絶望へと追いやる。

## ピカソと『知られざる傑作』
1921年、画商アンブロワーズ・ヴォラールはパブロ・ピカソに『知られざる傑作』の挿絵を描くように勧めた。この小説に魅了されたピカソは天才老画家フレノフェールに自分を重ね合わせ、さらにフレノフェールのアトリエがあったとされたパリのグランゾーギュスタン街に惹かれた。ヴォラールからの勧めがあったしばらく後に、彼は自らグランゾーギュスタン街にアトリエを借り、そこで傑作『ゲルニカ』を製作した。ピカソはそのアトリエに第二次世界大戦の間住んでいる。

## 映像化
ジャック・リヴェットの1991年の映画『美しき諍い女』は、『知られざる傑作』を翻案した作品である。

## 日本語版
- 水野亮訳『知られざる傑作 他五編』岩波文庫、改版1965年。ISBN 4003252918
- 私市保彦・芳川泰久ほか訳『バルザック芸術／狂気小説選集 1　絵画と狂気篇』水声社、2010年